# Antonio de Almeida
Antonio Jacques de Almeida (ur. 20 stycznia 1928 w Neuilly-sur-Seine, zm. 18 lutego 1997 w Pittsburghu) – francuski dyrygent pochodzenia amerykańsko-portugalskiego.

## Życiorys
Uczył się początkowo u Alberto Ginastery w Buenos Aires, następnie studiował u Paula Hindemitha na Yale University oraz u Leonarda Bernsteina i Siergieja Kusewickiego w Berkshire Music Center w Tanglewood. Był też uczniem George’a Szella. W 1947 roku założył w New Haven orkiestrę kameralną. W latach 1957–1960 dyrygował orkiestrą radiową w Lizbonie. W kolejnych latach był dyrygentem orkiestry filharmonicznej w Stuttgarcie (1960–1964), orkiestry Opery Paryskiej (1965–1967) i Houston Symphony Orchestra (1969–1971). Od 1976 do 1978 roku był dyrektorem muzycznym orkiestry filharmonicznej w Nicei. W 1993 roku został gościnnym dyrygentem orkiestry symfonicznej w Moskwie.
Występował jako dyrygent z czołowymi orkiestrami światowymi. Opublikował wszystkie symfonie Luigiego Boccheriniego oraz katalog dzieł Jacques’a Offenbacha.
Komandor francuskiego Orderu Sztuki i Literatury (1996).